# Kościół Najświętszej Maryi Panny Królowej Polski w Łukęcinie
Kościół Najświętszej Maryi Panny Królowej Polski w Łukęcinie – współczesny kościół parafialny parafii Najświętszej Maryi Panny Królowej Polski w Łukęcinie z 2008 roku, położony w województwie zachodniopomorskim, w powiecie kamieńskim , w gminie Dziwnów. Należy do dekanatu Kamień Pomorski.  

## Historia
W Łukęcinie początkowo msze odbywały się w ośrodkach wypoczynkowych, a budowę kościoła rozpoczęto w listopadzie 2001 roku. Kamień węgielny pobłogosławiony przez papieża Jana Pawła II na Jasnej Górze w 1999 roku, wmurowano w czerwcu 2002 roku. Prace budowlane trwały do 2008 roku, kiedy to 3 maja nastąpiła konsekracja kościoła przez arcybiskupa Zygmunta Kamińskiego.

## Opis
Świątynia ma prostokątny plan i dach siodłowy z niewielką sygnaturką. Okna zakończone są ostrołukami. Wezwanie kościoła nawiązuje do roli Najświętszej Maryi Panny w historii Polski, w tym obrony Jasnej Góry w XVII wieku. 
Wnętrze kościoła ma drewniany strop, a nad wejściem znajduje się chór z dostępem przez kręcone schody. Duże okna za chórem doświetlają wnętrze. W prezbiterium, w centralnym miejscu, znajduje się kopia obrazu Matki Boskiej Częstochowskiej, a pod nim złote tabernakulum z symbolem Chrystusa i literami A i O symbolizującymi wszechmoc Boga. Prezbiterium zdobią płaskorzeźby świętych, takich jak św. Jadwiga, św. Maksymilian Kolbe, kardynał Stefan Wyszyński i inni. Na ścianach kościoła umieszczono stacje drogi krzyżowej.